# コタローは1人暮らし
『コタローは1人暮らし』（コタローはひとりぐらし）は津村マミによる日本の漫画作品、およびそれを原作とするテレビドラマ。『ビッグコミックスペリオール』（小学館）にて、2015年7号から2023年13号まで連載された。「電子コミック大賞 2018」男性部門賞を受賞した。2025年2月時点で累計部数は180万部を突破している。話数カウントは「〜日目」。

## あらすじ
安アパート「アパートの清水」にさとうコタローと名乗る4歳の少年が引っ越してくる。隣の部屋の売れない漫画家、狩野進はコタローの大人びた言動に戸惑いつつも何かと世話をやくようになる。同じアパートに住む秋友美月、田丸勇もコタローを可愛がる。やがてコタローの一人暮らしする事情が少しずつ明らかになっていく。

## 登場人物
「声」はアニメ版の声優。テレビドラマ版のキャストは「#キャスト」参照。

### 主要人物
さとうコタロー
声 - 釘宮理恵
主人公。「アパートの清水」203号室で1人暮らしを始める男の子。4歳の幼児だが、とても賢くしっかりした性格。アニメ「とのさまん」の影響で一人称は「わらわ」、時代劇のような「殿様語」を話す。自身の過去については語りたがらないが、養護施設を出てある目的のために一人暮らしをしている。
作中ではずっと「さとうコタロー」表記だったが、173日目で下の名前は「幸多朗」と明かされ、最終回では「さとう」も偽名と判明（実父の名字が「並木」）。
本名は「並木 幸多朗」、最終回の玄関の札は「なみき こたろう」と表記されている。
狩野 進（かりの しん）
声 - 増田俊樹
「アパートの清水」202号室の住人。31歳。漫画家。
中学生の時に事故で両親を亡くし、伯父夫婦に引き取られた過去を持つ。
隣の部屋のコタローが気になり、銭湯や買い物についていったりするが、コタローに冷ややかに扱われることも多い。
生前の小夜梨に会った事がある（137日目より）。

### 「アパートの清水」の住人・関係者
秋友 美月（あきとも みづき）
声 - 早見沙織
「アパートの清水」201号室の住人。「CLUB DreaM」のホステス。源氏名はミキ。コタローを「コタローちゃん」と呼んでかわいがる。いつも明るく元気だが、実はヒモの彼氏に悩まされていた。自ら別れを告げたことにより、元彼からDVを受けることになるが警察に相談し、「アパートの清水」や勤務先のキャバクラから去った（40日目より）。172日目でコタロー達と温泉旅行に行く為再登場。
田丸 勇（たまる いさむ）
声 - 諏訪部順一
「アパートの清水」102号室の住人。外見はチンピラだが大の子供好き。コタローを「コタローきゅん」と呼んで溺愛する。離婚した妻に引き取られた息子・勇太に会えず寂しい思いをしているため、コタローに遊んでもらうことが何よりうれしい。
武井すみれ（たけい すみれ）
声 - 田村睦心
美月の後に201号室に入居した女性。47日目より登場。
仕事もプライベートもバリバリこなす真面目人間だが、子供が苦手。コタローに対しても口調は褒めていても脂汗を流し、視線を合わせられないが、心配する気持ちは他のアパート住民と同じ。
子供に対する行動は、自身の幼少時の経験（ネグレクト）に起因と自覚しているため、コタローの行動の変化にも誰よりも敏感に反応する。
清水のじーさん&ばーさん
アパートの大家夫妻。共に高齢で小柄（コタローとほぼ同じ位）。アパートとは別に居を構えている。
コタローの家庭事情（母親含む）を弁護士から通じながら、コタローの引っ越し以前を知っている模様。
知った上で「『子連れを含む2人以上の入居』が駄目なだけで、家賃を払えるならいいよ」とコタローの入居を受け入れた。
津村の作品である『コンビニの清水』の主人公でもある。

### 鈴野法律事務所
鈴野 直正（すずの なおまさ）
事務所の所長で弁護士。
コタローの母に依頼され、彼女亡き後の遺品整理やコタロー成長を見守り、彼女の保険金を「優しい人からの寄付」として管理する。
彼女の死を清水夫妻に報告に訪れた際、コタローの居住問題が電話で報告される。その会話で事態を察した夫妻の提案でコタローは「清水のアパート」に入居する事になる。
小林 綾乃（こばやし あやの）
声  - 花守ゆみり
「鈴野法律事務所」の弁護士。北海道出身。
マジメで優秀。所長に命じられて週に1回コタローに「優しい人からの寄付」という名目の生活費を届けている。姿を現さない「優しい人」の代わりに毎週コタローから手厚いもてなしを受ける。酒に酔うと人が変わり、腹部に顔を描く。
羽生 冬志（はにゅう とうし）
声 - 藤翔平
「鈴野法律事務所」の弁護士。小林の先輩で、コタローとは施設から連れ出す時に初めて出会う。「寄付」を渡す最初の担当者でもある。
しかし、彼と会うと施設から出る原因になった事（実父が施設におしかけてきた）がコタロー自身にフラッシュバックしている事に気付き葛藤する。
その為、コタローとコタローにお金を届ける仕事を後輩の綾乃に任せ、二人の成長を温かく見守っている。

### 幼稚園の清水

#### 教諭
二葉 透子（ふたば とうこ）
声 - 森嶋優花
「幼稚園の清水」の教諭。コタローの所属する星組の担任。第5話ではコタローに園児の前で作り笑顔をしていることを見破られてしまう。
戸部 まかな（とべ まかな）
「幼稚園の清水」の教諭。76日目より登場。元キャバクラ嬢。

#### 園児・保護者
タクヤ
声 - 篠田みなみ
コタローと同じ星組の園児。入学式で隣に座ったコタローになぜ親がいないのかと質問する。
カケル
声 - 本渡楓
コタローが初めて家に遊びにいった星組の園児。
カナ
声 - 田澤茉純
コタローが初めて自宅に招いた星組の園児。
ケイ
声 - 黒沢ともよ
コタローと同じ星組の園児。自分の体が弱いことで風邪を他の園児にうつすのではと思い、毎日登園はしているものの、星組全員で行うものがあるときにはわざと具合が悪いと教諭の透子に言い、保健室で過ごしている。

### 小学社
担当編集
声 - 沢城千春
狩野の担当編集。「絵が古い！」などと狩野に辛らつなダメ出しをするが、ストーリーの構成力は買っている。狩野とコタローをそっと見守り、陰ながら応援している。会話中によく小声で忍び笑いをする。

### その他
とのさまん
声 - 釘宮理恵
コタローの大好きな劇中アニメ『とのさまん』の主人公。侍である。「殿様語」を喋る。狩野曰く「あまり面白くない」。
コタローの父
声 - 中村和正
小夜梨の夫でコタローの父親。小夜梨やコタローに対しDVの傾向が見られたため、一度逮捕される。その後、コタローが移った児童養護施設にも施設のコタローの写真を頼りに押し掛けたり（これがきっかけでコタローは写真嫌いになってしまった。）、探偵の青田へコタローの居場所を調査させるなど、コタローへの接触を試みるが、青田から渡された報告書内に記載されていた住所がアパートの清水の住所と違うものだったため、接触は出来なかった。コタローとの電話で小夜梨の死を伝えてしまう（172日目より）。
和宮小夜梨（わみや さより）
コタローの母。故人。
DV夫からコタローを守るため、コタローと2人で家を出るが、その後、理由を告げずにコタローの前から姿を消し、帰らぬ人となる。
『アパートの清水』の101号室に住んでいた。その時に狩野と会話している。
両親は50代で亡くなっている（85日目に登場の墓石より）。
ホームセンターの女店員
声 - 鎌倉有那
コタローにティッシュ売り場を聞かれ、ポケットティッシュの売り場を案内するも、コタローが欲しかったのはボックスティッシュだったため、改めて案内させられることとなる。
吉田さん
声 - 小若和郁那
カケルの自宅の家政婦。
コンビニ店員
声 - 夏吉ゆうこ
コタローがよく買い物をするコンビニの店員で、幼稚園の清水での夏祭りのヨーヨー釣りの店員も請け負う。
亮太
声 - 石川界人
コタローと同じ児童養護施設に入所していた男性。18歳を期に施設を退所し、大工として働いている。コタローと約束したペルセウス座流星群の鑑賞をするために山を登り、現地で再会したコタローと鑑賞をした。
実際の誕生日は1月4日だが、本人曰く、自分の誕生日は施設に拾われた1月11日を職場でも施設でも貫いている。
事実を知るのは一部の職員と偶然会話を聞いたコタローのみ（後に佑も知る）。
妊婦
声 - 永峰遙
コタローがよく買い物に行くスーパーの特売品の試食コーナーを担当している女性店員。妊娠により大きくなったお腹をコタローが見て、特売の売れ残りを彼女が閉店後に全て食べなければならず、太っていると勘違いし、特売品を毎日すべて買っていた。しかし、退社後の彼女をコタローが店前で捕まえ、話を聞き、誤解が解けた。
青田
声 - 斉藤壮馬
「アパートの清水」103号室に1か月限定で引っ越してきた男（32日目より登場、38日目で退去）。正体は探偵でコタローの父親からの依頼でコタローの居場所を探していたが、自身が幼い頃、親から虐待を受けていた経験から本当の住所を教えるべきでないと判断し、コタローの父親には嘘の住所を教えた。その後は依頼を終えたためアパートを去った。
宇田桃葉（うだ とうよう）
空き室だった『アパートの清水』103号室に引っ越してきた大学院生。79日目より登場。
生前の小夜梨と親しくしていたため、コタローからは「母上ゆーわく（誘惑）男」と呼ばれている。
金城
声 - 中村和正
アパートの清水の大家にオレオレ詐欺の電話をかけた人物。しかし、かけた日に大家夫婦は実の息子と買い物に出かけており、コタローが代わりに留守番をしていたため、コタローも見破り、のらりくらりと金城の電話をかわした。
澤口
声 - 直田姫奈
幼稚園の清水の園児、カナの母親。
新田あかね（にった あかね）
狩野の元彼女。彼氏とケンカをしてプチ家出と称して、狩野の部屋に転がり込む。163日目で結婚し、自身の結婚式のフラワーボーイにコタローを頼んだ。
玉森
声 - 西山宏太朗
コタローが前に住んでいたマンションの住人。59日目に登場。ファッションデザイナーをしており、コタローに「GOD」と書かれている服をプレゼントした。

## 書誌情報
- 津村マミ 『コタローは1人暮らし』 小学館〈ビッグコミックス〉、全10巻
  1. 2015年12月28日発売[18][19]、ISBN 978-4-09-187355-2
  2. 2016年9月30日発売[20]、ISBN 978-4-09-187788-8
  3. 2017年8月30日発売[21]、ISBN 978-4-09-189625-4
  4. 2018年5月30日発売[22]、ISBN 978-4-09-189882-1
  5. 2019年1月30日発売[23]、ISBN 978-4-09-860211-7
  6. 2019年10月30日発売[24]、ISBN 978-4-09-860411-1
  7. 2020年9月30日発売[25]、ISBN 978-4-09-860717-4
  8. 2021年9月30日発売[26]、ISBN 978-4-09-861152-2
  9. 2022年6月30日発売[27]、ISBN 978-4-09-861322-9
  10. 2023年8月30日発売[28]、ISBN 978-4-09-862552-9

## テレビドラマ
2021年4月24日から6月26日まで、テレビ朝日系「オシドラサタデー」枠で放送された。主演は本作が連続ドラマ初主演となる横山裕。
原作漫画の主人公は4歳児のさとうコタローであるが、テレビドラマ化するにあたり、コタローの住むアパートの隣人・狩野進を主人公に据え、狩野の視点からコタローを描く物語に再構築されている。
第1作は2023年2月時点の「オシドラサタデー」枠の作品の中で歴代最高視聴率を記録した。
2021年8月より、動画配信サービス「Netflix」にて海外向けに本作の配信が開始され、同年10月より、日本国内でも視聴が可能となった。
2023年4月15日から6月10日まで、続編となる『帰ってきたぞよ!コタローは1人暮らし』（かえってきたぞよ コタローはひとりぐらし）が同枠で放送された。
本稿では便宜上、第1作をS1、続編をS2の略称で表記する。

### あらすじ（テレビドラマ）
子連れ入居禁止のアパートで、自堕落な日々を送る売れない漫画家・狩野進。ある日突然、隣の部屋に何やら訳アリな1人暮らしの5歳児・さとうコタローが引っ越してくる。誰よりもしっかりしているかと思えば、時に子どもらしい本音をのぞかせるコタローと衝撃の出会いを果たしたことで、狩野をはじめ同じアパートの住人たちも大人としての責任や人を思いやる気持ちの大切さを改めて実感し、少しずつ成長していく。

### キャスト

#### 主要人物
狩野進（かりの しん）〈35→36〉
演 - 横山裕（中学時代：田中温人）
本作の主人公。『アパートの清水』202号室の住人。漫画家。
漫画賞を受賞以降、鳴かず飛ばずで1日中アパートにひきこもり自堕落な生活を繰り返している。ある日、隣室に1人で引っ越してきた5歳児のコタローが1人だけで夜中に銭湯に通う姿を目撃して心配になり、幼稚園の送り迎えをするなど、何かとコタローの世話を焼くようになる。
中学生の頃に両親を亡くし、伯父夫婦に育てられた過去を持つ。
コタローの祖父母の墓参りに一緒に行った際に、コタローの母親が既に他界している事を知るが、まだ幼くして1人で頑張っているコタローをこれ以上悲しませたくない一心から、「母親とまた会える」と嘘をついてしまい、それが心残りになっていた。しかし、その事に関してコタローから「狩野どののことを信じると決めている」と言われ、コタローが現実を知る時が来ることを恐れないと決意した。
S2では、漫画週刊誌『週刊スペリッツ』での週刊連載をしていたが、『週刊スペリッツ』の休刊が決まり、生活費を稼ぐために一時は佑が働くコンビニでアルバイトをしていたが、福野の働きかけにより、他雑誌への移籍が決まった。
コタローと暮らす中で、コタローに対していつしか「親心」が芽生え始めていたが、コタローの父親と一緒に住むことを決意したコタローの意思を尊重し、コタローを送り出そうとした。しかし、コタローが母親の死を知ってもなお、平然を装っていたことに対しては涙ながらにコタローを諭した。
さとうコタロー〈5→6〉
演 - 川原瑛都
子連れは入居禁止の『アパートの清水』203号室に「家賃が払えるなら別にいーよ」と大家から許可を得て引っ越してきた訳アリ5歳児。
S2では『幼稚園の清水』を卒園し、『清水小学校』に入学した小学1年生。
笑顔を見せず、ほぼ無表情。新聞を5紙購読、ゴミの分別も完璧と、5歳らしからぬしっかり者だが、子供らしいところもあり、大好きなアニメ『とのさまん』をマネて、「わらわ」「おぬし」「いってまいる」といった殿様語を話す。
一度は「自分の存在が狩野の重荷になっている」と思い込み、『アパートの清水』を去る決意をしたが、実際は自身の存在が狩野の漫画を描く動力となっており、自身が狩野にとって「必要な存在」である事を知り思いとどまった。
接近禁止命令が解除された父親から手紙を貰ったことを機に父親と電話で接触するようになり、アパートを出て行き父親と一緒に暮らすことを決意するも、その電話越しの会話の中で母親の死を知ってしまう。
母・小夜梨の死を知った後も平然を装って過ごしていたが、狩野の「お前の母親はもういない。そのことにちゃんと向き合わなきゃダメなんだよ。頭と心で理解して、ちゃんと悲しまなきゃダメなんだよ」という言葉がきっかけで、死を受け入れることが出来た。
アパートを出て行く準備をしている中、鈴野から小夜梨の遺品であるスマートフォンを託され、「大事なのは今のコタローくんの気持ち」「今君がどうしたいのか、もう一度しっかり考えて」と伝えられな。
そこで、父親のことは大好きだが、その父親が小夜梨に手を加えていた当時の様子がフラッシュバックし、未だに恐怖心を持っていることを打ち明け、「この気持ち（恐怖心）が大丈夫となるまで待ってほしい」と父親に伝え、アパートで再び暮らすこととなった。
再びアパートで暮らすようになってからは、「殿様語」を使うの止め、常に持ち歩いていた刀も家に置き、名前も本名の「なみきこたろう」という表札で生活している。

#### アパートの清水
秋友美月（あきとも みづき）〈25→26〉
演 - 山本舞香
201号室の住人。鳥取県出身。
元キャバクラ嬢。当時（S1）の源氏名はミキ。S2ではアパートの近所の純喫茶『ピュアウォーター』で働いている。
コタローを「コタローちゃん」と呼んでかわいがる。お菓子作りが得意でコタローにあげることも。いつも明るく元気だが、実はヒモの彼氏に悩まされていた。
自ら別れを告げたことにより、元彼氏のナオトからDVを受けることになるが、鈴野法律事務所の協力のもと警察に相談し、『アパートの清水』や勤務先のキャバクラから去った。その後本件は示談となった。
その後は狩野やコタローの強い希望により、退去前と同じ201号室に再び住むことになった。
田丸勇（たまる いさむ）〈52→53〉
演 - 生瀬勝久
102号室の住人。
大の子ども好き。コタローを「コタローきゅん」と呼んで溺愛する。離婚した妻に引き取られた息子・勇太に会えず寂しい思いをしているため、コタローに遊んでもらうことが何よりうれしい。
宇田桃葉（うだ とうよう）
演 - 白洲迅（S2）
空き室だった『アパートの清水』103号室に引っ越してきた大学院生。
生前の小夜梨と親しくしていたため、コタローからは「母上ゆーわく（誘惑）男」と呼ばれている。
探偵の青田に依頼し、コタローの居場所を探し出していた。
コタローの父親の小夜梨へのDVに耐えかねたコタローからの助けを察し、警察に通報した。
清水のじーさん（しみずの - ）
清水のばーさん（しみずの - ）
演 - イッセー尾形（一人二役）
大家夫婦。101号室の住人。
2年前に101号室に住んでいた小夜梨がコタローの母親であることを知っていたが、大家としての個人情報保護のため、狩野やコタローにそのことを告げていなかった。

#### 鈴野法律事務所
小林綾乃（こばやし あやの）〈28→29〉
演 - 百田夏菜子（ももいろクローバーZ）（幼少期：中村雪乃）
弁護士。
マジメで優秀。所長に命じられて週に1回コタローに「優しい人からの寄付」という名目の生活費を届けている。姿を現さない「優しい人」の代わりに毎週コタローから手厚いもてなしを受けるが実は子どもが苦手で、うまくノリについていってあげられないことが目下の悩み。
幼い頃から母親から嫌悪され、父親はそんな母親に同情し、綾乃に興味を示さなくなっていった過去を持つ。
そのため、自分から両親との接触を拒んでおり、子どもが苦手な理由も、小さい子どもを見る度に、当時の自分を見ているようで苦しいからである。
鈴野牧男（すずの まきお）
演 - 光石研
『鈴野法律事務所』の所長。
コタローと、コタローにお金を届けるという重要な仕事を任せることになった弁護士・綾乃の成長を温かく見守っている。
かつてはコタローに生活費を届ける役目も担っていたが、コタローが預けられた児童養護施設にコタローの父親が押し掛けてきた騒動を、コタローが思い出してしまうことや、コタローの母親・小夜梨と長く接してきたために、小夜梨が既に亡くなっている事実をコタローに話してしまいかねないなどの理由から、自ら担当を外れた。

#### 幼稚園の清水
S1でコタローが通う幼稚園。

##### 教諭（幼稚園の清水）
花輪景介（はなわ けいすけ）〈23〉
演 - 西畑大吾（なにわ男子 / 関西ジャニーズJr.）（S1・S2第7話）
星組の担任を補佐する新任教諭。
優しく一生懸命だが、仕事に慣れず、いつもアタフタしている。過去のある経験から子どもたちに寄り添いたいという気持ちが強く、コタローのことも常に気に掛けている。
S2では、幼稚園に新しく赴任した後輩の教育係も担当している。
岡朝子（おか あさこ）
演 - 峯村リエ
主任教諭。
新任教諭・花輪を時に厳しく、時に温かく指導する。ダンスが好きで、思わず踊り出してしまうことが多々ある。トレードマークはおだんごヘア。
二葉透子（ふたば とうこ）
演 - 出口夏希
教諭。星組の担任。
主任教諭の岡、新任教諭の花輪とともに、日々子どもたちを見守っている。子どもたちが歌う際、ピアノの伴奏を担当することもある明るく優しい先生。

##### 園児・保護者
森田タクヤ（もりた タクヤ）
演 - 前多健登
立川カナ（たちかわ カナ）
演 - 本保佳音
山本カケル（やまもと カケル）
演 - 斉藤拓弥
ツバサ
演 - 有山実俊
タクヤの母
演 - 田口寛子
カナの母
演 - 黒沢リコ
カケルの母
演 - 柿弘美
その他の園児
演 - 市村晃汰、佐藤結夏、戸部真都里、熊谷花鈴、宿谷蒼真、豊田侑泉、小林璃音、湊祐、長尾翼、千野珠琴、安村凜乃、齋藤潤、山田羽久利

#### 小学社
福野一平（ふくの いっぺい）
演 - 大倉孝二
狩野の担当編集。S2では副編集長に昇任した。
「絵が古い！」などと狩野に辛らつなダメ出しをするがストーリーの構成力は買っている。狩野とコタローをそっと見守り、陰ながら応援している。
妻と娘が1人いる。
矢野来夢
演 - 戸塚純貴（S1第3話 - 最終話・S2第7話）
福野の後輩。編集担当。
福野が他の仕事で来れない時に狩野の元に原稿を受け取りに来る。
福野以上に容赦なく原稿をチェックするが、狩野に対して漫画家として期待しているからこそ、厳しい言葉を投げかけている
S2では、狩野の漫画が連載されていた漫画週刊誌『週刊スペリッツ』が休刊することになったことを伝えに来た。

#### 清水小学校
S2でコタローが通う小学校。

##### 教諭（清水小学校）
西山まどか
演 - 古畑星夏（S2第2話・第4話）
コタローのクラスの担任の教師。
クラスを受け持つのが初めての新米教師。

##### 児童・保護者
サナ
演 - 竹澤咲子
ソウタ
演 - 塚尾桜雅
ワタル
演 - 大熊大貴
ジョージ
演 - 吉浦凜星（第1話）
ソウタの母
演 - 納富有沙（S2第2話）
ワタルの母
演 - 佐藤鯨（S2第2話・第4話）
サナの母
演 - 篤見澪（S2第2話）

#### コタローの家族
和宮小夜梨（わみや さより）
演 - 紺野まひる
コタローを上手く愛することができない不器用な母親。
コタローが一人暮らしを始めた頃はすでに亡くなっていたため、彼の回想シーンのみの登場。
DV夫からコタローを守るため、コタローと2人で家を出るが、その後、理由を告げずにコタローの前から姿を消し、帰らぬ人となる。
コタローは母親が亡くなったことを知らないため、母親の墓を祖父母の墓だと思っている。
死後は、小夜梨の死亡保険金を鈴野法律事務所の担当弁護士が「優しい人からの寄付」としてコタローに届けている。
2年前に『アパートの清水』の101号室に住んでいた。
コタローの父が逮捕された後、心身共に衰弱してしまい、コタローと一緒に暮らせる状態ではなかったため、当初は絶対に戻ってくるつもりでコタローのもとを離れたが、その後すぐに自身が病気であることが判明し、コタローを悲しませないために二度と会わない決心をした。
コタローの父
演 - 滝藤賢一（S1第9話・最終話・S2）
小夜梨の夫でコタローの父親。
本名は「並木匡惺」。
かつては大手チェーンのスーパーの営業をしていた。
元々は家族思いの良い父親であり、育児休暇を取るなどコタローに対する愛情も注いでいたが、家庭では夫婦で育児方針を巡って対立し、職場復帰後はそれ以前のような仕事を任せてもらえなかったため、次第に小夜梨やコタローに対しDVの傾向が見られるようになった。
ある日、小夜梨への暴力がエスカレートしたため、コタローが宇田に助けを求め、宇田が呼んだ警察に逮捕され、コタローへの接近禁止命令が出る。
家族と離れた後もしばらくは自暴自棄で荒れた生活を送っており、コタローが移った児童養護施設にも施設のコタローの写真を頼りに押し掛けたり、探偵の青田へコタローの居場所を調査させるなど、コタローへの接触を試みるが、青田から渡されたコタローからの手紙を読み、DVをしていた父親ではなく、「弱い自分が原因で、自分がもっと強くなればまた家族が一つになれる」と書かれていたことから、そこまでコタローを追い込んでしまっていたことに気付き改心した。
その後はDVの治療を受け、鈴野が何度も身辺調査を行い「本当に更生していてコタローと一緒に暮らせる状態にあるのか」を確認していた結果、コタローに対する接近禁止命令が解除され、監護権も認められた。

#### その他
とのさまん
声 - 滝藤賢一
コタローの大好きな劇中アニメ『とのさまん』の主人公。「殿様語」を喋る。
狩野曰く、「あまり面白くない」。
S2ではアニメの続編『とのさまん2』が放送されている。
田丸勇太（たまる ゆうた）
演 - 小山蒼海（S1第4話・最終話・S2第4話・最終話）
田丸の息子。
田丸とは月1回の面会日を設けていたが、田丸の元妻に黙って田丸の元へ会いに来た際には、田丸から「約束した日以外は会わない」と追い返された。
S2でも面会日が月1回しかないことに納得がいかず、田丸と喧嘩してしまうが、狩野の言葉に納得して受け入れた
青田学（あおた まなぶ）
演 - 間宮祥太朗（S1第4話・第5話・最終話）
『アパートの清水』の103号室に1か月限定で引っ越してきた男。
正体は探偵で、コタローの父親からの依頼でコタローの居場所を探していたが、自身が幼い頃、親から虐待を受けていた経験から本当の住所を教えるべきでないと判断し、コタローの父親には嘘の住所を教えた。その後は依頼を終えたため、アパートを去った。
再びコタローの父親から「息子が引越したというアパートを探して欲しい」と依頼を受けたが、父親には調査報告書ではなくコタローからの手紙を渡した。
コタローの父親のことを調べていく中で宇田とも知り合い、コタローの居場所や現状を伝えた。
岩永佑（いわなが たすく）〈19→20〉
演 - 松島聡（Sexy Zone）（S1第8話 - 最終話・S2）
出生日は2003年5月8日。
元ホスト。コタローの元児童養護施設仲間。嘘をつく時は左手の小指が動く癖がある。
コタローに狩野ら『アパートの清水』の住人には気を許さない方がいいと告げる。
コタローと一緒に住むための引っ越し費用と偽り、彼からお金を貰っていたが、実際は自身の借金返済に使用していた。
その後、自身がコタローに信じられていることを自覚し、改心して真面目に働くようになる。
S2では交通誘導員やスーパーの店員、フードデリバリーなど、いくつものアルバイトを掛け持ちしており、仕事が休みの時は『アパートの清水』に来てコタローと過ごしている。
生まれたての頃、名前と生まれた日付だけ書いたメモと一緒に置き去りにされた経験があり、育てるのを諦めて自分を捨てた親のことを良く思っておらず、自身が拾われた日である5月15日を誕生日としていた。

#### ゲスト

##### S1（ゲスト）
第1話
宏美（ひろみ）
演 - 鉢嶺杏奈
狩野の元彼女。狩野に「宏子」と間違えられる。初デートをすっぽかされた怒りから狩野に盛大な平手打ちを食らわせた。
第2話
奈々恵
演 - 荻野友里（第4話）
田丸の元妻。息子が田丸に「会いたくない」と言っていると聞かせ、落ち込ませた。
第6話
美月の同僚キャバ嬢
演 - 久永紗楽、坂口風詩
美月が働いているキャバクラ『CLUB dreaM』の同僚。
ナオト
演 - 小林竜樹
美月の元彼氏。ヒモ男。別れを切り出す美月に別れを認めずに何度も付きまとう。
第7話
あーりん
演 - 佐々木彩夏（ももいろクローバーZ）
コタローが綾乃とともに訪れるメイド喫茶のメイド。
ゆい
演 - 里菜
同上。
みるく
演 - 内藤るな
同上。
第8話
狩野多希子（かりの たきこ）
演 - 宮地雅子
進の義理の伯母。進が中学生の頃に彼を引き取った。
狩野宏（かりの ひろし）
演 - ベンガル
多希子の夫で進の伯父。進曰く「自由人」。
新田あかね（にった あかね）
演 - 高梨臨（第9話・最終話）
狩野の元彼女。現在付き合っている彼氏とケンカをして狩野の部屋に転がり込む。狩野と仲の良いコタローに嫉妬心を燃やす。

##### S2（ゲスト）
第1話
ハルカ
演 - 沢井美優。
狩野の元彼女。狩野に「ハルミ」と間違えられる。
オーナー
演 - 信川清順
美月が働く純喫茶『ピュアウォーター』のオーナー。
『空の家』の職員
演 - 横山将大（第5話）
児童養護施設『空の家』の職員。
第2話
ヒナ
演 - 樋口柚子
宇田の大学の後輩。
第4話
堂前透（どうまえ とおる）、兎（うさぎ）
演 - 堂前透、兎（ロングコートダディ / 本人）
お笑いコンビ・ロングコートダディのメンバー。
一週間毎日お笑いライブを開催しており、コタローが学校帰りに見つけたチラシを見てからは身近な人を日替わりで連れて、毎日ライブに通い詰めていた。
クスリとも笑わず、ライブを見ようともしないコタローの様子に疑問を抱き始め、一度はコタローが来るのは冷やかしだと勘違いし、「もう来なくて良い」と言い放ってしまったが、コタローが毎日来ていた理由をマネージャーの井野口から「落ち込んで元気が無かった人達に笑ってもらいたいから」だと聞き、その後出演したラジオ番組で、自分が笑うことに必要性を感じていなかったコタローを自分達のネタで笑わせたいと誓った。
井野口（いのぐち）
演 - 佐々木史帆
ロングコートダディのマネージャー。
コタローから毎日ロングコートダディのお笑いライブを見に来ていた理由を聞き、堂前と兎にその理由を告げた。
ラジオDJ
演 - ウラシマ
ロングコートダディが出演したラジオ番組のDJ。
第5話
浅川秀吾
演 - 浅利陽介
佑がアルバイトとして働いているスーパーを経営している会社の社員。
会社ではコタローの父の後輩で、よく面倒を見てもらっていたが、コタローの父がコタローの施設に乗り込んだことを知り、話も聞かずに責めることしか出来なかった自分を後悔している。
コタローがコタローの父のことを恨んでおらず、コタローの父が企画して作ったキャラメルを未だに購入し続けていることを知り、キャラメルを売り続けることを決意した。
第6話
秋友皐月
演 - 田中美佐子
美月の母。美月を心配し、鳥取県の実家からやってきた。
美月が狩野に押し倒されている様な場面を目撃し、以前のようにダメ男に引っかかっているのではないかと誤解してしまう。
綾乃の母
演 - 羽村純子
幼い頃から綾乃を嫌悪し、直接触ることすらせずに手袋を着けて接していた。
石川
演 - 八重樫佑太
狩野が好きなバスケットボール選手。
年俸5億円の契約を結んだことを報告する記者会見を開いた。
アナウンサー
演 - 久保田直子（テレビ朝日アナウンサー）

### スタッフ（テレビドラマ）
- 原作 - 津村マミ『コタローは1人暮らし』（小学館『ビッグコミックス』刊）
- 脚本 - 衛藤凛[35][80]
- 音楽 - 篠田大介[35][80]
- 主題歌 - 関ジャニ∞（INFINITY RECORDS）
  - S1 - 「ひとりにしないよ」[81]
  - S2 - 「未完成」[82]
- 監督
  - S1 - 松本佳奈、樹下直美
  - S2 - 飛田一樹、樹下直美[80]、相沢淳、小野浩司
- ゼネラルプロデューサー - 三輪祐見子（テレビ朝日）[35][80]
- プロデューサー
  - S1 - 都築歩（テレビ朝日）、尾花典子（ジェイ・ストーム）、松野千鶴子（アズバーズ）、岡美鶴（アズバーズ）[35]
  - S2 - 都築歩（テレビ朝日）、尾花典子（ジェイ・ストーム）、松野千鶴子（アズバーズ）、岡美鶴（アズバーズ）、小田彩（アズバーズ）、小林麻衣子（テレビ朝日）[80]
- 制作協力 - アズバーズ
- 制作 - テレビ朝日、ジェイ・ストーム

### 放送日程

#### S1（放送日程）
| 話数   | 放送日        | サブタイトル                | 監督     |
| ------ | ------------- | --------------------------- | -------- |
| 第1話  | 2021年4月24日 | 隣に越してきた訳アリ5歳児!? | 松本佳奈 |
| 第2話  | 5月01日       | 1人ぼっちの幼稚園デビュー!? | 松本佳奈 |
| 第3話  | 5月08日       | 恩がえしのピクニック        | 松本佳奈 |
| 第4話  | 5月15日       | 波乱の子ども祭り            | 樹下直美 |
| 第5話  | 5月22日       | 謎だらけの新住人            | 樹下直美 |
| 第6話  | 5月29日       | 美月殿を指名ぞよ            | 樹下直美 |
| 第7話  | 6月05日       | 甘えん坊期到来!?            | 樹下直美 |
| 第8話  | 6月12日       | 狩野はじめての嘘            | 松本佳奈 |
| 第9話  | 6月19日       | ついに…決別の時             | 松本佳奈 |
| 最終話 | 6月26日       | さらばコタロー              | 松本佳奈 |

#### S2（放送日程）
| 話数   | 放送日        | サブタイトル                                   | 監督     |
| ------ | ------------- | ---------------------------------------------- | -------- |
| 第1話  | 2023年4月15日 | 隣人は訳あり6歳児!!コタロー小学生になる!       | 飛田一樹 |
| 第2話  | 4月22日       | 懐かしの給食の味。抱っこで和らぐコタローの傷!? | 樹下直美 |
| 第3話  | 4月29日       | 母上ゆーわく男の正体と"ありがとう"のおにぎり   | 樹下直美 |
| 第4話  | 5月06日       | みんなのえがおと大人の役割り                   | 相沢淳   |
| 第5話  | 5月13日       | うまれておめでとう。ともだちありがとう。       | 飛田一樹 |
| 第6話  | 5月20日       | 『家族』で暮らすということ。                   | 小野浩司 |
| 第7話  | 5月27日       | 星空の下の約束☆                                | 飛田一樹 |
| 第8話  | 6月03日       | さようならの涙。                               | 飛田一樹 |
| 最終話 | 6月10日       | ★わらわの幸せ★                                 | 飛田一樹 |

- 初回は30分拡大の1時間SP（23:00 - 翌0:00）。

### スピンオフドラマ

#### 花輪せんせいは半人前!?
『花輪せんせいは半人前!?』（はなわせんせいははんにんまえ!?）のタイトルで、2021年5月22日から6月19日まで5週連続で動画配信プラットフォーム『TELASA』で配信された。主演は西畑大吾。S1のスピンオフドラマ。
主人公は本編でコタローが通う幼稚園の新任教諭である花輪景介。
本編では描かれない研修期間中の失敗談や、花輪が『幼稚園の清水』で本格的に働き始める前の貴重なエピソード、やることなすことすべてに口を出す母親の束縛めいた愛情のせいで、すっかり自分に自信がもてなくなってしまった花輪が密かに抱えるトラウマの真相などが描かれる。
2021年6月26日にテレビドラマ本編の『コタローは1人暮らし』が最終回を迎えることを記念し、本作の第5話が『花輪せんせいは半人前!? 特別編』として、本編最終回直後の翌日27日0:05 - 0:30（JST）に関東ローカルで地上波初放送された。
あらすじ（花輪せんせいは半人前!?）
コタローが通う幼稚園の新任教諭である花輪景介とコタローら幼稚園の子どもたちとの心温まる交流のほか、知られざる過去など、花輪せんせいの“すべて”が明らかになる。
キャスト（花輪せんせいは半人前!?）
- 花輪景介 - 西畑大吾（なにわ男子/関西ジャニーズJr.）
- さとうコタロー - 川原瑛都
- 岡朝子 - 峯村リエ
- 二葉透子 - 出口夏希
- 秋友美月 - 山本舞香
- 小林綾乃 - 百田夏菜子（ももいろクローバーZ）
- 鈴野牧男 - 光石研
- 田丸勇 - 生瀬勝久
- 森田タクヤ - 前多健登
- 立川カナ - 本保佳音
- 玉森伊之助 - 相田周二（三四郎）

スタッフ（花輪せんせいは半人前!?）
- 脚本 - 衛藤凛
- 監督 - 松本佳奈
- 音楽 - 篠田大介
- 演出 - 松本佳奈、樹下直美（アズバーズ）
- ゼネラルプロデューサー - 三輪祐見子（テレビ朝日）
- プロデューサー - 都築歩（テレビ朝日）、尾花典子（ジェイ・ストーム）、松野千鶴子（アズバーズ）、岡美鶴（アズバーズ）

配信日程（花輪せんせいは半人前!?）
| 話数   | 配信日        | 時間 |
| ------ | ------------- | ---- |
| 第1話  | 2021年5月22日 | 12分 |
| 第2話  | 5月29日       | 16分 |
| 第3話  | 6月05日       | 17分 |
| 第4話  | 6月12日       | 18分 |
| 最終話 | 6月19日       | 16分 |

#### 佑どののジブン探し
『佑どののジブン探し』（たすくどののジブンさがし）のタイトルで、2023年5月13日・20日に前後編が2週連続で動画配信プラットフォーム『TELASA』で配信された。主演は松島聡。S2のスピンオフドラマ。
キャスト（佑どののジブン探し）
- 岩永佑 - 松島聡（Sexy Zone）
- さとうコタロー - 川原瑛都
- 秋友美月 - 山本舞香
- 藤咲亮太 - 吉村界人
- 水木薫
- 新実芹菜
- 『空の家』の職員 - 横山将大
- 荒川浩平
- リナ - やしろなな
- 田丸勇 - 生瀬勝久

スタッフ（佑どののジブン探し）
- 脚本 - 綿種アヤ
- シリーズ監修 - 衛藤凛
- 音楽 - 篠田大介
- 演出 - 小野浩司
- ゼネラルプロデューサー - 三輪祐見子（テレビ朝日）
- プロデューサー - 都築歩（テレビ朝日）、尾花典子（ジェイ・ストーム）、松野千鶴子（アズバーズ）、岡美鶴（アズバーズ）、小田彩（アズバーズ）、小林麻衣子（テレビ朝日）
- 制作著作 - テレビ朝日、ジェイ・ストーム

配信日程（佑どののジブン探し）
| 編   | 配信日        | 時間 |
| ---- | ------------- | ---- |
| 前編 | 2023年5月13日 | 13分 |
| 後編 | 5月20日       | 13分 |

### サウンドトラック

#### S1（サウンドトラック）
『テレビ朝日系オシドラサタデー「コタローは1人暮らし」オリジナル・サウンドトラック』は、篠田大介による同タイトルドラマのサウンドトラック。2021年6月23日にVAPから発売された。規格品番はVPCD-86373。
| #         | タイトル                                                                           | 作詞  | 作曲・編曲 |
| --------- | ---------------------------------------------------------------------------------- | ----- | ---------- |
| 1.        | 「今日もほのぼの - Main Theme 1 -」                                                |       |            |
| 2.        | 「柔らかく包まれる気持ち - Main Theme 2 -」                                        |       |            |
| 3.        | 「コタローは今日も生きてゆく」                                                     |       |            |
| 4.        | 「走るコタロー ! 1」                                                               |       |            |
| 5.        | 「しんみりとした気持ち」                                                           |       |            |
| 6.        | 「やばい…!!」                                                                      |       |            |
| 7.        | 「まったりのんびり」                                                               |       |            |
| 8.        | 「懐かしい母の記憶」                                                               |       |            |
| 9.        | 「楽しくのどかな日々」                                                             |       |            |
| 10.       | 「いずれおぬしもとのさまん - Trombone Version -」                                  |       |            |
| 11.       | 「走るコタロー ! 2」                                                               |       |            |
| 12.       | 「今日もほのぼの 2」                                                               |       |            |
| 13.       | 「ちょっと間抜けで楽しい人達」                                                     |       |            |
| 14.       | 「いずれおぬしもとのさまん - Cello Version -」                                     |       |            |
| 15.       | 「いずれおぬしもとのさまん - 尺八 Version -」                                      |       |            |
| 16.       | 「ひとりにしないよ - Piano Version -」(作曲：丸谷マナブ、主題歌のピアノバージョン) |       |            |
| 17.       | 「いずれおぬしもとのさまん」(歌：とのさまん（C.V. 滝藤賢一）、作詞：津村マミ)      |       |            |
| 合計時間: | 合計時間:                                                                          | 76:12 |            |

#### S2（サウンドトラック）
『テレビ朝日系オシドラサタデー「帰ってきたぞよ!コタローは1人暮らし」オリジナル・サウンドトラック』は、篠田大介による同タイトルドラマのサウンドトラック。2023年6月14日にVAPから発売予定。規格品番はVPCD-86455。
| #   | タイトル                                                                     | 作詞 | 作曲・編曲 |
| --- | ---------------------------------------------------------------------------- | ---- | ---------- |
| 1.  | 「明るく楽しく日々生きる -Main Theme 3-」                                    |      |            |
| 2.  | 「マヌケに楽しく」                                                           |      |            |
| 3.  | 「優しいひととき -Pianica Version-」                                         |      |            |
| 4.  | 「優しいひととき -Accordion Version-」                                       |      |            |
| 5.  | 「エレジー」                                                                 |      |            |
| 6.  | 「悲しい時に」                                                               |      |            |
| 7.  | 「のどかで穏やかな日々」                                                     |      |            |
| 8.  | 「Memory」                                                                   |      |            |
| 9.  | 「イヤな予感」                                                               |      |            |
| 10. | 「何者ぞ…!?」                                                                |      |            |
| 11. | 「いずれおぬしもとのさまん -2023 Remix-」                                    |      |            |
| 12. | 「柔らかく包まれる気持ち -2023 Remix-」                                      |      |            |
| 13. | 「今日もほのぼの -2023 Remix-」                                              |      |            |
| 14. | 「さらばコタロー、また会う日まで」                                           |      |            |
| 15. | 「いずれおぬしもとのさまん - 尺八 Version -」                                |      |            |
| 16. | 「未完成 -Orgel Version-」(作曲：南無阿部陀仏、主題歌のオルゴールバージョン) |      |            |

### 映像ソフト
- S1（発売日：2021年12月3日）
  - コタローは1人暮らし DVD-BOX / Blu-ray-BOX
    - スピンオフドラマ『花輪せんせいは半人前!?』
    - メイキング集 ほか
- S2（発売日：2024年2月21日）
  - 帰ってきたぞよ!コタローは1人暮らし Blu-ray-BOX / DVD-BOX
    - 制作発表記者会見
    - PRスポット集 ほか（予定）

| テレビ朝日系列 オシドラサタデー                                                | テレビ朝日系列 オシドラサタデー                                                 | テレビ朝日系列 オシドラサタデー                                                             |
| 前番組                                                                         | 番組名                                                                          | 次番組                                                                                      |
| ------------------------------------------------------------------------------ | ------------------------------------------------------------------------------- | ------------------------------------------------------------------------------------------- |
| 書けないッ!? 〜脚本家 吉丸圭佑の筋書きのない生活〜 （2021年1月16日 - 3月13日） | コタローは1人暮らし （2021年4月24日 - 6月26日） - ※ここまで23:30 - 翌0:00に放送 | ザ・ハイスクール ヒーローズ （2021年7月31日 - 9月18日） - ※この作品のみ23:00 - 翌0:00に放送 |
| ハマる男に蹴りたい女 （2023年1月14日 - 3月18日）                               | 帰ってきたぞよ!コタローは1人暮らし （2023年4月15日 - 6月10日）                  | ノッキンオン・ロックドドア （2023年7月29日 - 9月23日）                                      |

## Webアニメ
2022年3月10日よりNetflixで全世界独占配信。2023年1月23日よりTOKYO MXとBS11で放送された。

### スタッフ（Webアニメ）
- 原作 - 津村マミ[96]
- 監督 - 牧野友映[96]
- シリーズ構成 - 佐藤裕[96]
- キャラクターデザイン - 木村友美[96]
- プロップデザイン - 西道拓哉[96]
- 美術設定 - 青木智由紀、イノセユキエ[96]
- 美術監督 - 齋藤幸洋[96]
- 色彩設計 - 橋上あきら、きつかわあさみ[96]
- 撮影監督 - 高村真実[96]
- 編集 - 長谷川舞[96]
- 音響監督 - 田中亮[96]
- 音響効果 - 武藤晶子[96]
- 音楽 - 森悠也[96]
- 音楽プロデューサー - 安田裕司
- 音楽制作 - FAIR WIND music[96]
- プロデューサー - 備前島幹人、里見哲朗
- アニメーションプロデューサー - 大山裕一
- アニメーション制作 - ライデンフィルム[96]

### 主題歌
「星のランウェイ」
KOCHOによるオープニングテーマ。作詞はKOCHO、作曲・編曲は森悠也。
「とのさまんのうた」
劇中作『とのさまん』の主題歌という形で使用された山田エンリによるオープニングテーマ。作詞は津村マミ、作曲・編曲は森悠也。
「小さな手のひら」
コトリンゴが作詞・作曲・編曲・歌唱まで担当したエンディングテーマ。

### 各話リスト
| 話数   | サブタイトル                                                                                  | 脚本              | 絵コンテ          | 演出            | 作画監督                                                                                           | 総作画監督 |
| ------ | --------------------------------------------------------------------------------------------- | ----------------- | ----------------- | --------------- | -------------------------------------------------------------------------------------------------- | ---------- |
| 第1話  | コタローで候 / せんとうモード認知騒動 / 朝帰りのオンナに古い絵の漫画家 / 嘘か誠か?            | 佐藤裕            | 牧野友映          | 牧野友映        | 小島彰 三橋妙子 西道拓哉                                                                           | 木村友美   |
| 第2話  | とのさまんの特別 / とのさまんの最後フロ騒動 / クマ！晴れの日の面々 / コンビニ弁当からの……     | 佐藤裕            | 友田康            | 友田康          | 小島彰 川岸隆太 西道拓哉 成松義人 阿部弘樹                                                         | 木村友美   |
| 第3話  | 家族のために / おでかけの理由おしゃれ道 / 指名してみる写真に注意 / 手土産をどうぞ             | 佐藤裕            | 牧野友映 前田佳祐 | migmi           | 佐藤麻里那 木下裕孝 内藤伊之介                                                                     | 木村友美   |
| 第4話  | グルメな奴!? / ドッジコタロー誕生会とは? / レッツ家出ヨッテウタッテ / ナツマツリ              | 佐藤裕            | 山本靖貴          | 山本靖貴        | 大沢美奈                                                                                           | 大沢美奈   |
| 第5話  | こだわりのティッシュ / みんなを御招待演技派コタロー / 星の降る夜に日曜日なのに…… / その腹は!? | 佐藤裕            | 牧野友映          | 有冨興二        | 佐本三国 竹島照子 Oh yang hyun                                                                     | 木村友美   |
| 第6話  | 新たな入居者 / 何者だ!?いらぬ!! / 強くなりたいその声は / 名探偵                               | 佐藤裕 冨樫夕歩   | 武市直子          | 武市直子        | 小島彰 三橋妙子 柑原豆真 SPJ                                                                       | 木村友美   |
| 第7話  | なんで遊ぶ？ / 風邪？内見に行こう / お前もか!!相手を想えば                                    | 佐藤裕 四ケ所稜太 | 牧野友映 友田康   | 牧野友映 友田康 | 柳田幸平 高橋敦子 佐々木彩香 植竹康彦 小島彰 川岸隆太 西道拓哉 中井恵巳 梅田香 住谷理 Min Hyeonsuk | 木村友美   |
| 第8話  | インソツ / 来訪者ニューカマー / 疑惑の給食コレクション / サッカー日和                         | 佐藤裕            | 山本靖貴          | 山本靖貴        | 大沢美奈                                                                                           | 大沢美奈   |
| 第9話  | 特別な時間 / 師匠直伝ウェルカムな人 / 枕の思い出信じてるってよ / 変わらないもの               | 佐藤裕 下林渓     | 牧野友映          | 有冨興二        | 竹島照子 Oh yang hyun 内藤伊之介                                                                   | 木村友美   |
| 第10話 | 進ちゃんのことピンポン / 新聞たくさん伝えたいこと                                             | 佐藤裕 下林渓     | 牧野友映          | 牧野友映        | 川岸隆太 三橋妙子 西道拓哉                                                                         | 木村友美   |